# Троицкое (Ульяновская область)
Троицкое — село в составе Инзенского городского поселения Инзенского района Ульяновской области. 

## География
Находится у юго-восточной границы районного центра города Инза. 

## История
Основано в XVIII веке. 
В 1780 году, при создании Симбирского наместничества, село Троицкое Сюксем тож, при речке Мачалейке, помещиковых крестьян, из Пензенского уезда вошло в состав Карсунского уезда.
В 1859 году в селе Троицкое (Сюксюм), по дороге из г. Карсуна в пригород Аргаш, между этою дорогою и почтовою в г. Пензу, во 2-м стане Карсунского уезда Симбирской губернии, имелось: православная церковь, базар.
В 1895 году было дано разрешение обществу Московско-Казанской железной дороги на строительство участка Рузаевка — Батраки и мимо села была проложена ж/д линия. Открытие ж/д станции Троицкое состоялось в 1958 году.
В 1913 году в селе было 62 двора и 263 жителя. 
В 1990-х годах работал совхоз "Сюксимский".

## Население
Население составляло: на 1780 г. в селе: 208 ревиз. душ, в 1859 г. в 34 дворах жило: 130 муж. и 138 жен.; 295 человек в 2002 году (русские 91%), 263 по переписи 2010 года.

## Инфраструктура
В селе находятся СПК «Сюксюмский», школа, медпункт, библиотека, дом культуры.

## Известные уроженцы
- Ознобишин Никанор Иванович — русский переводчик, писатель и общественный деятель XVIII века.
- Ознобишин Дмитрий Петрович — родился в селе, поэт, переводчик, фольклорист, общественный деятель.

## Достопримечательности
- Сохранились остатки парка и прудов усадьбы Ознобишина.

## Галерея
- Пётр Никанорович Ознобишин (1766–1813).
- Александра Ивановна Ознобишина, урождённая Варваци.
- Ознобишин, Дмитрий Петрович.